# Sydney Smith (illustrateur)
Sydney Smith est un illustrateur canadien de littérature d'enfance et de jeunesse. Il est lauréat du Prix Hans Christian Andersen, dans la catégorie Illustration, en 2024.

## Biographie
Il étudie au Nova Scotia College of Art and Design. C'est pendant ses études qu'il s'intéresse à l'illustration pour la jeunesse. Il commence par concevoir des posters et des couvertures de CD, entre autres pour le groupe Hey Rosetta!.
Il travaille chez deux éditeurs canadiens : Nimbus Publishing à Halifax, et Groundwood Books à Toronto.

## Œuvres

### Illustrations
- Sheree Fitch, Mabel Murple, 2010
- Sheree Fitch, There Were Monkeys In My Kitchen, 2011
- Sheree Fitch, Toes In My Nose: And Other Poems, 2012
- Angela Misri, Jewel of the Thames (A Portia Adams Adventure Book 1), 2014
- Jill Barber, Music Is For Everyone, 2014
- Monica Kulling, Grant and Tillie Go Walking, 2015
- JonArno Lawson, Sidewalk Flowers, 2015
  - traduction en français : Les fleurs poussent aussi sur les trottoirs, Bayard Canada, 2015
- Esta Spalding, Look Out for the Fitzgerald-Trouts, 2016
- Jo Ellen Bogart, The White Cat and the Monk: A Retelling of the Poem "Pangur Bán", 2016
  - traduction en français : Le Chat blanc et le Moine, Kaléidoscope, 2017
- Joanne Schwartz, Town Is by the Sea, 2017
  - traduction en français : D'ici je vois la mer, Didier Jeunesse, 2019
- Jordan Scott, I Talk Like a River, 2020
  - traduction en français : Je parle comme une rivière, Didier jeunesse, 2021
- Jordan Scott, My Baba's Garden, 2023
  - traduction en français : Le Jardin de Baba, Didier jeunesse, 2023

### Texte et illustrations
- Sydney Smith, Small in the City, 2019
  - traduction en français : Perdu dans la ville, L'École des loisirs, 2020
- Sydney Smith, Do You Remember?, 2023
  - traduction en français : Tu te rappelles ?, L'École des loisirs, 2024

## Prix et distinctions
- 2015 : Prix du Gouverneur général : littérature jeunesse de langue anglaise - illustration
- 2018 : Prix TD de littérature canadienne pour l'enfance et la jeunesse
- 2019 : Prix du Gouverneur général : littérature jeunesse de langue anglaise - illustration
- 2021 : Médaille Kate-Greenaway pour Perdu dans la ville
- 2024 : Prix Hans Christian Andersen d'illustration[1]